# Battaglia di Rusokastro
La battaglia di Rusokastro fu combattuta il 18 luglio del 1332 vicino al villaggio di Rusokastro, in Bulgaria, la battaglia fu combattuta tra bizantini e bulgari, e l'esito finale della battaglia fu la vittoria bulgara.

## Origini del conflitto
Nel 1328 l'Imperatore bulgaro Michele Asen III di Bulgaria, e l'Imperatore bizantino Andronico III Paleologo, firmarono un trattato segreto d'alleanza contro il Regno della Serbia. Mentre Michele Asen III era in combattimento contro i serbi, nel 1330, la Tracia, che era in mano dei bulgari, fu a tradimento invasa dai bizantini, che conquistarono le città dei bulgari. A seguito della sconfitta dei bulgari nella battaglia di Velbužd i bizantini ottennero una nuova pace con i bulgari, firmata dal nuovo Imperatore Ivan Alessandro di Bulgaria, ma quando egli stava andando in guerra contro i serbi, girò il suo esercito, e marciò contro l'Impero bizantino.

## La battaglia
Al momento dei primi scontri, l'esercito di Ivan Alessandro contava 8 000 uomini, mentre quello bizantino era costituito da circa 3 000 soldati. Tra i due schieramenti ci furono delle trattative diplomatiche, ma l'Imperatore bulgaro le prolungò apposta perché stava aspettando dei rinforzi, cosa di cui i bizantini erano all'oscuro. Nella notte del 17 luglio arrivarono nell'accampamento bulgaro 3 000 cavalieri mercenari mongoli, e così l'imperatore bulgaro decise che il giorno seguente avrebbe attaccato l'esercito bizantino. Andronico III Paleologo non aveva altra scelta che la guerra. I due schieramenti si scontrarono in campo aperto: inizialmente, i bizantini provarono ad impedire alla cavalleria bulgara di circondarli, ma la loro manovra non andò in porto e l'unica soluzione per l'esercito bizantino fu la ritirata dal campo di battaglia; i bizantini ripararono nel villaggio di Rusokastro. Ma i bulgari li inseguirono, e quindi la battaglia riprese la mattina dopo, con il risultato della sconfitta bizantina, e della vittoria per i bulgari.

## Conseguenze della battaglia di Rusokastro
I bulgari si ripresero le terre in Tracia, che i bizantini gli avevano strappato, e rafforzarono le posizioni del loro Impero. Questa battaglia è considerata dagli storici bulgari medioevali come un grande trionfo dell'Imperatore Ivan Alessandro di Bulgaria.